# Partie polityczne Cypru
Partie polityczne Cypru – ugrupowania polityczne funkcjonujące w cypryjskim systemie wielopartyjnym.
Główne partie polityczne to: Postępowa Partia Ludu Pracującego (komunistyczna), Zgromadzenie Demokratyczne (centrowe) oraz Partia Demokratyczna (chadecja).

## Parlamentarne partie polityczne
- Partia Europejska, EvroKo (gr. Ευρωπαϊκό Κόμμα, Ευρωκό) – centrowa partia polityczna
- Postępowa Partia Ludzi Pracy, AKEL (gr. Ανορθωτικό Κόμμα Εργαζόμενου Λαού, Anorthotiko Komma Ergazomenou Laou) – komunistyczna partia polityczna
- Partia Demokratyczna, DIKO (gr. Δημοκρατικό Κόμμα, Dimokratiko Komma) – liberalna partia polityczna
- Ruch Ekologiczny i Środowiskowy, KOP (gr. Κίνημα Οικολόγων Περιβαλλοντιστών) – ekologiczna partia polityczna
- Ruch na rzecz Socjaldemokracji, EDEK (gr. Κινήμα Σοσιαλδημοκρατών, ΕΔΕΚ) – socjaldemokratyczna partia polityczna
- Zgromadzenie Demokratyczne, DISY (gr. Δημοκρατικός Συναγερμός, Dimokratikos Synagermos) – konserwatywno-liberalna partia polityczna
- Volt Cypr,  Βολτ, – proeuropejska partia polityczna

## Inne partie polityczne
- Zjednoczeni Demokraci, ED, EDI (gr. Ενωμένοι Δημοκράτες) – liberalna partia polityczna
- Do Europy, GTE (gr. Για την Ευρώπη) – nieistniejąca koalicja partii politycznych
- Front Patriotyczny, PM (gr. Πατριωτικό Μέτωπο) – nieistniejąca prawicowa partia polityczna